# Prionus flohri
Prionus flohri là một loài bọ cánh cứng trong họ Cerambycidae.